# بريجيت فاغنر
بريجيت فاغنر (بالألمانية: Brigitte Wagner)‏ هي مصارعة الهواة ألمانية، ولدت في 20 نوفمبر 1983 في فرايزنغ في ألمانيا.

## وصلات خارجية
- بريجيت فاغنر على موقع قاعدة بيانات المصارعة الدولية (الإنجليزية)
- بريجيت فاغنر على موقع أوليمبيديا (الإنجليزية)